# Snorri Thorfinnsson
Snorri Thorfinnsson (norreno ed islandese: Snorri Þorfinnsson, raramente Snorri Karlsefnisson,) (Vinland o Groenlandia, probabilmente tra il 1004 ed il 1013 – 1090 circa) fu il figlio dell'esploratore Þorfinnr Karlsefni e di Guðríðr Eiríksdóttir. È considerato il primo europeo nato nelle Americhe, ed uno dei personaggi più importanti relativi alla cristianizzazione dell'Islanda.

## Nome
Snorri è un nome norreno derivato dal termine snerra, che significa "una lotta". Þorfinnsson è un patronimico che significa "figlio di Þorfinnr". Snorri prese il nome dal bisnonno, Snorri Þórðarson (a volte citato come Þorbrandsson).

## Famiglia
C'è una discussione in corso riguardo alla data di nascita di Snorri Thorfinnsson. Sono stati ipotizzati gli anni 1005, 1009 e 1012, comunque tutti concordano sul fatto che sia nato tra il 1005 ed il 1013. Secondo le Saghe di Vinland, quando Snorri aveva 3 anni la sua famiglia lasciò il Vinland a causa degli scontri con i nativi americani (chiamati dai coloni Skræling, che in lingua norrena significa "miserabili"). La famiglia tornò a Glaumbær in Islanda.
Snorri Thorfinnsson ebbe due figli; una figlia di nome Hallfrid ed un figlio di nome Thorgeir. Hallfrid fu la madre di Thorlak Runolfsson, vescovo di Skálholt in Islanda meridionale. Uno dei discendenti di Thorbjorn, fratello di Snorri, ovvero Bjorn Gilsson, fu vescovo di Hólar. Thorgeir fu padre di Yngvild la quale fu madre di Brand Sæmundarsson, vescovo di Hólar. Lo scultore Bertel Thorvaldsen e lo studioso Finn Magnussen affermarono di essere discendenti di Snorri Thorfinnsson nel XIX secolo.

## Cristianizzazione dell'Islanda
Nei testi del XIII secolo Snorri Thorfinnsson e Snorri Thorrgrimsson vengono considerati le due figure principali dell'inizio della cristianizzazione dell'Islanda. Per questo furono descritti da vari scrittori del XIII e XIV secolo come "modelli di capi cristiani". Secondo la Grœnlendinga saga, Snorri costruì la prima chiesa di Glaumbær, che in seguito aumentò l'influenza cristiana nella zona. I suoi discendenti divennero i primi vescovi d'Islanda, e pubblicò il primo Codice Cristiano d'Islanda.

## Retaggio
- È stato detto che Snorri Thorfinnsson sia nato nel Vinland, (Newfoundland), il che lo rende il primo europeo ad essere nato in America settentrionale.[5][9] Sarebbero passati altri 560 anni prima della nascita di un nuovo europeo in America, Martín de Argüelles, il quale nacque nell'insediamento spagnolo di St. Augustine (Florida).[10]
- Nel 2002 alcuni archeologi statunitensi scoprirono i resti di una millenaria casa lunga situata sulle coste settentrionali dell'Islanda. Si crede che si tratti della fattoria di Snorri Thorfinnsson.[11] La casa lunga fu rinvenuta nei pressi del Glaumbær Folk Museum, fuori del villaggio costiero di Saudarkrokur. Un tempo si credeva che il museo fosse stato costruito sopra all'antica fattoria di Snorri. Secondo gli archeologi era "una classica casa lunga fortificata tedesca come la Grande Sala di Beowulf".[12]

## Genealogia
|                        |                        | Thord Thordbrandsson   |                        |                        |                        |                     |                     |                         |                         |                         |                         |                         |                         |                          |                          |                          |                          |                          |                          |                          |                          |          |          |  |  |  |  |  |  |  |  |  |  |  |  |  |  |  |  |
|                        |                        |                        |                        |                        |                        |                     |                     |                         |                         |                         |                         |                         |                         |                          |                          |                          |                          |                          |                          |                          |                          |          |          |  |  |  |  |  |  |  |  |  |  |  |  |  |  |  |  |
|                        |                        | Snorri Thordsson       | Snorri Thordsson       | Snorri Thordsson       | Snorri Thordsson       | Snorri Thordsson    | Snorri Thordsson    |                         |                         | Vifill of Vifilsdale    | Vifill of Vifilsdale    | Vifill of Vifilsdale    | Vifill of Vifilsdale    | Vifill of Vifilsdale     | Vifill of Vifilsdale     |                          |                          | Hallveig                 | Hallveig                 | Hallveig                 | Hallveig                 | Hallveig | Hallveig |  |  |  |  |  |  |  |  |  |  |  |  |  |  |  |  |
|                        |                        | Snorri Thordsson       | Snorri Thordsson       | Snorri Thordsson       | Snorri Thordsson       | Snorri Thordsson    | Snorri Thordsson    |                         |                         | Vifill of Vifilsdale    | Vifill of Vifilsdale    | Vifill of Vifilsdale    | Vifill of Vifilsdale    | Vifill of Vifilsdale     | Vifill of Vifilsdale     |                          |                          | Hallveig                 | Hallveig                 | Hallveig                 | Hallveig                 | Hallveig | Hallveig |  |  |  |  |  |  |  |  |  |  |  |  |  |  |  |  |
|                        |                        |                        |                        |                        |                        |                     |                     |                         |                         |                         |                         |                         |                         |                          |                          |                          |                          |                          |                          |                          |                          |          |          |  |  |  |  |  |  |  |  |  |  |  |  |  |  |  |  |
|                        |                        | Thordar Snorrisson     | Thordar Snorrisson     | Thordar Snorrisson     | Thordar Snorrisson     | Thordar Snorrisson  | Thordar Snorrisson  |                         |                         |                         |                         |                         |                         | Thorbjorn Vifilsson      | Thorbjorn Vifilsson      | Thorbjorn Vifilsson      | Thorbjorn Vifilsson      | Thorbjorn Vifilsson      | Thorbjorn Vifilsson      |                          |                          |          |          |  |  |  |  |  |  |  |  |  |  |  |  |  |  |  |  |
|                        |                        | Thordar Snorrisson     | Thordar Snorrisson     | Thordar Snorrisson     | Thordar Snorrisson     | Thordar Snorrisson  | Thordar Snorrisson  |                         |                         |                         |                         |                         |                         | Thorbjorn Vifilsson      | Thorbjorn Vifilsson      | Thorbjorn Vifilsson      | Thorbjorn Vifilsson      | Thorbjorn Vifilsson      | Thorbjorn Vifilsson      |                          |                          |          |          |  |  |  |  |  |  |  |  |  |  |  |  |  |  |  |  |
|                        |                        | Þorfinnr Karlsefni     | Þorfinnr Karlsefni     | Þorfinnr Karlsefni     | Þorfinnr Karlsefni     | Þorfinnr Karlsefni  | Þorfinnr Karlsefni  |                         |                         |                         |                         |                         |                         | Guðríðr Þorbjarnardóttir | Guðríðr Þorbjarnardóttir | Guðríðr Þorbjarnardóttir | Guðríðr Þorbjarnardóttir | Guðríðr Þorbjarnardóttir | Guðríðr Þorbjarnardóttir |                          |                          |          |          |  |  |  |  |  |  |  |  |  |  |  |  |  |  |  |  |
|                        |                        | Þorfinnr Karlsefni     | Þorfinnr Karlsefni     | Þorfinnr Karlsefni     | Þorfinnr Karlsefni     | Þorfinnr Karlsefni  | Þorfinnr Karlsefni  |                         |                         |                         |                         |                         |                         | Guðríðr Þorbjarnardóttir | Guðríðr Þorbjarnardóttir | Guðríðr Þorbjarnardóttir | Guðríðr Þorbjarnardóttir | Guðríðr Þorbjarnardóttir | Guðríðr Þorbjarnardóttir |                          |                          |          |          |  |  |  |  |  |  |  |  |  |  |  |  |  |  |  |  |
|                        |                        |                        |                        |                        |                        |                     |                     |                         |                         |                         |                         |                         |                         |                          |                          |                          |                          |                          |                          |                          |                          |          |          |  |  |  |  |  |  |  |  |  |  |  |  |  |  |  |  |
|                        |                        |                        |                        |                        |                        |                     |                     |                         |                         |                         |                         |                         |                         |                          |                          |                          |                          |                          |                          |                          |                          |          |          |  |  |  |  |  |  |  |  |  |  |  |  |  |  |  |  |
|                        |                        |                        |                        | Snorri Thorfinnsson    | Snorri Thorfinnsson    | Snorri Thorfinnsson | Snorri Thorfinnsson | Snorri Thorfinnsson     | Snorri Thorfinnsson     |                         |                         |                         |                         |                          |                          | Thorbjorn Thorfinnsson   | Thorbjorn Thorfinnsson   | Thorbjorn Thorfinnsson   | Thorbjorn Thorfinnsson   | Thorbjorn Thorfinnsson   | Thorbjorn Thorfinnsson   |          |          |  |  |  |  |  |  |  |  |  |  |  |  |  |  |  |  |
|                        |                        |                        |                        | Snorri Thorfinnsson    | Snorri Thorfinnsson    | Snorri Thorfinnsson | Snorri Thorfinnsson | Snorri Thorfinnsson     | Snorri Thorfinnsson     |                         |                         |                         |                         |                          |                          | Thorbjorn Thorfinnsson   | Thorbjorn Thorfinnsson   | Thorbjorn Thorfinnsson   | Thorbjorn Thorfinnsson   | Thorbjorn Thorfinnsson   | Thorbjorn Thorfinnsson   |          |          |  |  |  |  |  |  |  |  |  |  |  |  |  |  |  |  |
|                        |                        |                        |                        |                        |                        |                     |                     |                         |                         |                         |                         |                         |                         |                          |                          |                          |                          |                          |                          |                          |                          |          |          |  |  |  |  |  |  |  |  |  |  |  |  |  |  |  |  |
| Hallfrid Snorrisdottir | Hallfrid Snorrisdottir | Hallfrid Snorrisdottir | Hallfrid Snorrisdottir | Hallfrid Snorrisdottir | Hallfrid Snorrisdottir |                     |                     | Thorgeir Snorrisson     | Thorgeir Snorrisson     | Thorgeir Snorrisson     | Thorgeir Snorrisson     | Thorgeir Snorrisson     | Thorgeir Snorrisson     |                          |                          | Thorunn Thorbjornsdottir | Thorunn Thorbjornsdottir | Thorunn Thorbjornsdottir | Thorunn Thorbjornsdottir | Thorunn Thorbjornsdottir | Thorunn Thorbjornsdottir |          |          |  |  |  |  |  |  |  |  |  |  |  |  |  |  |  |  |
| Hallfrid Snorrisdottir | Hallfrid Snorrisdottir | Hallfrid Snorrisdottir | Hallfrid Snorrisdottir | Hallfrid Snorrisdottir | Hallfrid Snorrisdottir |                     |                     | Thorgeir Snorrisson     | Thorgeir Snorrisson     | Thorgeir Snorrisson     | Thorgeir Snorrisson     | Thorgeir Snorrisson     | Thorgeir Snorrisson     |                          |                          | Thorunn Thorbjornsdottir | Thorunn Thorbjornsdottir | Thorunn Thorbjornsdottir | Thorunn Thorbjornsdottir | Thorunn Thorbjornsdottir | Thorunn Thorbjornsdottir |          |          |  |  |  |  |  |  |  |  |  |  |  |  |  |  |  |  |
| Thorlak Runolfsson     | Thorlak Runolfsson     | Thorlak Runolfsson     | Thorlak Runolfsson     | Thorlak Runolfsson     | Thorlak Runolfsson     |                     |                     | Yngvild Thorgeirsdottir | Yngvild Thorgeirsdottir | Yngvild Thorgeirsdottir | Yngvild Thorgeirsdottir | Yngvild Thorgeirsdottir | Yngvild Thorgeirsdottir |                          |                          | Bjorn Gilsson            | Bjorn Gilsson            | Bjorn Gilsson            | Bjorn Gilsson            | Bjorn Gilsson            | Bjorn Gilsson            |          |          |  |  |  |  |  |  |  |  |  |  |  |  |  |  |  |  |
| Thorlak Runolfsson     | Thorlak Runolfsson     | Thorlak Runolfsson     | Thorlak Runolfsson     | Thorlak Runolfsson     | Thorlak Runolfsson     |                     |                     | Yngvild Thorgeirsdottir | Yngvild Thorgeirsdottir | Yngvild Thorgeirsdottir | Yngvild Thorgeirsdottir | Yngvild Thorgeirsdottir | Yngvild Thorgeirsdottir |                          |                          | Bjorn Gilsson            | Bjorn Gilsson            | Bjorn Gilsson            | Bjorn Gilsson            | Bjorn Gilsson            | Bjorn Gilsson            |          |          |  |  |  |  |  |  |  |  |  |  |  |  |  |  |  |  |
|                        |                        |                        |                        |                        |                        |                     |                     | Brand Sæmundarsson      |                         |                         |                         |                         |                         |                          |                          |                          |                          |                          |                          |                          |                          |          |          |  |  |  |  |  |  |  |  |  |  |  |  |  |  |  |  |